# Дэдмон, Дуэйн
Дуэйн Джамал Дэдмон (англ. Dewayne Jamal Dedmon; родился 12 августа 1989 года в Ланкастере, штат Калифорния) — американский профессиональный баскетболист. Выступает на позиции центрового.

## Профессиональная карьера

### Голден Стэйт Уорриорз (2013)
После того, как Дэдмон не был выбран на драфте НБА 2013 года, он присоединился к «Майами Хит» для участия в Летней лиге в Орландо. 23 сентября 2013 года он подписал контракт с «Голден Стэйт Уорриорз». Однако он был отчислен из клуба 25 октября, после пяти проведённых игр в период предсезонной подготовки. 1 ноября он стал игроком «Санта-Круз Уорриорз», фарм-клуба «Голден Стэйт» в Д-Лиге.
18 ноября 2013 года Дэдмон снова подписал контракт с «Голден Стэйт Уорриорз», но лишь для того чтобы на следующий день снова отправиться играть в Д-Лигу. Он несколько раз переводился в головную команду и обратно. 5 декабря он был отчислен из «Голден Стэйт», появившись в матчах за них четыре раза. Через пять дней он снова оказался в «Санта-Круз Уорриорз».

### Филадельфия Севенти Сиксерс (2014)
14 января 2014 года Дэдмон подписал десятидневный контракт с клубом «Филадельфия Севенти Сиксерс». Уже на следующий день он дебютировал за новый клуб, за 14 минут игрового времени он совершил 7 подборов и 2 блок-шота, в выигранном матче против «Шарлотт Бобкэтс». 24 января он подписал 2-е десятидневное соглашение с «76-ми». Когда его 2-й десятидневный контракт подошёл к концу, 2 февраля, «Филадельфия» рассталась с ним и решила не заключать с ним полноценный контракт. 3 февраля он был вызван на Матч всех звёзд Д-Лиги.

### Орландо Мэджик (2014—2016)
25 февраля 2014 года Дэдмон подписал десятидневный контракт с «Орландо Мэджик». 7 марта он подписал второй десятидневный контракт с клубом. Полноценный же контракт с ним заключили 17 марта.
24 июля 2014 года Дэдмон принял участие в Летней лиге 2014 года. Он провёл свой первый полный сезон 2014—2015 в НБА в составе «Мэджик». 8 марта 2015 года он установил свой рекорд сезона, набрав 11 очков и 16 подборов в выигранном матче против «Бостон Селтикс».
7 ноября 2015 года он обновил свой рекорд результативности, набрав 12 очков в победном матче против «Филадельфии Севенти Сиксерс». 26 марта 2016 года он набрал 18 очков и 13 подборов за 22 минуты победной игры против «Чикаго Буллс».

### Сан-Антонио Спёрс (2016—2017)
14 июля 2016 года Дэдмон подписал контракт с «Сан-Антонио Спёрс». В дебютной игре, состоявшейся 25 октября 2016 года против «Голден Стэйт Уорриорз», Дуэйн за 16 минут игрового времени записал 2 очка, 8 подборов, 1 перехват и 2 блок-шота. 10 февраля 2017 года Дэдмон помог команде победить «Детройт Пистонс», набрав 17 очков и 17 подборов.

### Атланта Хокс (2017—2019)
21 июля 2017 года Дэдмон подписал контракт с «Атланта Хокс». 15 ноября 2017 года он набрал рекордные 20 очков и сделал 14 подборов, оказав помощь в разгроме «Сакраменто Кингс». 29 ноября 2017 года Дэдмон выбыл из строя из-за травмы голени. Вернулся он 8 января 2018 года в игре против «Лос-Анджелес Клипперс», пропустив 19 игр. 11 февраля 2018 года Дуэйн помог команде обыграть «Детройт Пистонс», набрав 20 очков и 13 подборов. 20 марта 2018 года в победном матче против «Юта Джаз» Дэдмон совершил 15 подборов и забил 15 очков.

### Сакраменто Кингз (2019—2020)
8 Июля 2019 года Дэдмонд подписал трёхгодичный с «Сакраменто Кингз».

### Атланта Хокс (2020)
6 февраля 2020 года Дэдмонд вернулся в «Атланту» в результате обмена, также «Атланта» получила 2 выбора во втором раунде драфта, а в «Кингз» отправились Джабари Паркер и Алексей Лень.
20 ноября 2020 года Дэдмонд был обменян в «Детройт Пистонс» на Тони Снелла и Кайри Томаса. 24 ноября 2020 года он был отчислен из клуба.

### Майами Хит (2021—2023)
8 апреля 2021 года Дэдмон подписал контракт с «Майами Хит». 6 августа 2021 года Дэдмон переподписал контракт с "Хит" на один год на условиях ветеранского минимума.
6 июля 2022 года Дэдмон продлил контракт с «Хит» на два года и 9 миллионов долларов.
7 февраля 2023 года Дэдмон был обменян вместе с выбором второго раунда драфта 2028 года в «Сан-Антонио Спёрс» на денежную компенсацию. 9 февраля игрок был отчислен «Спёрс».

### Филадельфия Севенти Сиксерс (2023)
14 февраля 2023 года Дэдмон подписал контракт с «Филадельфией Севенти Сиксерс».

### Онтэрио Клипперс (2023—2024)
17 ноября 2023 года Дэдмон подписал контракт с командой «Онтэрио Клипперс» из Джи-Лиги НБА.

## Статистика

### Статистика в НБА
| Сезон                                                                                    | Команда      | Регулярный сезон | Регулярный сезон | Регулярный сезон | Регулярный сезон | Регулярный сезон | Регулярный сезон | Регулярный сезон | Регулярный сезон | Регулярный сезон | Регулярный сезон | Регулярный сезон | Серия плей-офф | Серия плей-офф | Серия плей-офф | Серия плей-офф | Серия плей-офф | Серия плей-офф | Серия плей-офф | Серия плей-офф | Серия плей-офф | Серия плей-офф | Серия плей-офф |
| Сезон                                                                                    | Команда      | GP               | GS               | MPG              | FG%              | 3P%              | FT%              | RPG              | APG              | SPG              | BPG              | PPG              | GP             | GS             | MPG            | FG%            | 3P%            | FT%            | RPG            | APG            | SPG            | BPG            | PPG            |
| ---------------------------------------------------------------------------------------- | ------------ | ---------------- | ---------------- | ---------------- | ---------------- | ---------------- | ---------------- | ---------------- | ---------------- | ---------------- | ---------------- | ---------------- | -------------- | -------------- | -------------- | -------------- | -------------- | -------------- | -------------- | -------------- | -------------- | -------------- | -------------- |
| 2013/14                                                                                  | Голден Стэйт | 4                | 0                | 1,4              | 0,0              | -                | 50,0             | 0,0              | 0,0              | 0,0              | 0,0              | 0,3              | Не участвовал  | Не участвовал  | Не участвовал  | Не участвовал  | Не участвовал  | Не участвовал  | Не участвовал  | Не участвовал  | Не участвовал  | Не участвовал  | Не участвовал  |
| 2013/14                                                                                  | Филадельфия  | 11               | 0                | 13,7             | 51,7             | -                | 53,8             | 4,5              | 0,3              | 0,0              | 0,8              | 3,4              | Не участвовал  | Не участвовал  | Не участвовал  | Не участвовал  | Не участвовал  | Не участвовал  | Не участвовал  | Не участвовал  | Не участвовал  | Не участвовал  | Не участвовал  |
| 2013/14                                                                                  | Орландо      | 16               | 6                | 14,7             | 43,4             | -                | 76,5             | 4,9              | 0,1              | 0,4              | 0,8              | 3,7              | Не участвовал  | Не участвовал  | Не участвовал  | Не участвовал  | Не участвовал  | Не участвовал  | Не участвовал  | Не участвовал  | Не участвовал  | Не участвовал  | Не участвовал  |
| 2014/15                                                                                  | Орландо      | 59               | 15               | 14,3             | 56,2             | 0,0              | 53,1             | 5,0              | 0,2              | 0,3              | 0,8              | 3,7              | Не участвовал  | Не участвовал  | Не участвовал  | Не участвовал  | Не участвовал  | Не участвовал  | Не участвовал  | Не участвовал  | Не участвовал  | Не участвовал  | Не участвовал  |
| 2015/16                                                                                  | Орландо      | 58               | 20               | 12,2             | 55,9             | -                | 75,0             | 3,9              | 0,2              | 0,4              | 0,8              | 4,4              | Не участвовал  | Не участвовал  | Не участвовал  | Не участвовал  | Не участвовал  | Не участвовал  | Не участвовал  | Не участвовал  | Не участвовал  | Не участвовал  | Не участвовал  |
| 2016/17                                                                                  | Сан-Антонио  | 76               | 37               | 17,5             | 62,2             | -                | 69,9             | 6,5              | 0,6              | 0,5              | 0,8              | 5,1              | 12             | 3              | 8,1            | 60,9           | -              | 53,1           | 3,9            | 0,3            | 0,2            | 0,3            | 3,8            |
| 2017/18                                                                                  | Атланта      | 62               | 46               | 24,9             | 52,4             | 35,5             | 77,9             | 7,9              | 1,5              | 0,6              | 0,8              | 10,0             | Не участвовал  | Не участвовал  | Не участвовал  | Не участвовал  | Не участвовал  | Не участвовал  | Не участвовал  | Не участвовал  | Не участвовал  | Не участвовал  | Не участвовал  |
| 2018/19                                                                                  | Атланта      | 64               | 52               | 25,1             | 49,2             | 38,2             | 81,4             | 7,5              | 1,4              | 1,1              | 1,1              | 10,8             | Не участвовал  | Не участвовал  | Не участвовал  | Не участвовал  | Не участвовал  | Не участвовал  | Не участвовал  | Не участвовал  | Не участвовал  | Не участвовал  | Не участвовал  |
| 2019/20                                                                                  | Сакраменто   | 34               | 10               | 15,9             | 40,4             | 19,7             | 82,1             | 4,9              | 0,4              | 0,4              | 0,8              | 5,1              | Не участвовал  | Не участвовал  | Не участвовал  | Не участвовал  | Не участвовал  | Не участвовал  | Не участвовал  | Не участвовал  | Не участвовал  | Не участвовал  | Не участвовал  |
| 2019/20                                                                                  | Атланта      | 10               | 8                | 23,3             | 39,3             | 22,2             | 87,5             | 8,2              | 0,7              | 1,0              | 1,5              | 8,1              | Не участвовал  | Не участвовал  | Не участвовал  | Не участвовал  | Не участвовал  | Не участвовал  | Не участвовал  | Не участвовал  | Не участвовал  | Не участвовал  | Не участвовал  |
| 2020/21                                                                                  | Майами       | 16               | 0                | 13,2             | 70,8             | 20,0             | 74,1             | 5,4              | 0,8              | 0,6              | 0,4              | 7,1              | 4              | 0              | 14,3           | 55,6           | 33,3           | 80,0           | 4,5            | 0,8            | 0,0            | 0,5            | 6,3            |
| 2021/22                                                                                  | Майами       | 67               | 15               | 15,9             | 56,6             | 40,4             | 75,0             | 5,8              | 0,7              | 0,4              | 0,6              | 6,3              | 14             | 0              | 9,8            | 46,7           | 10,0           | 83,3           | 3,0            | 0,4            | 0,1            | 0,2            | 3,8            |
| 2022/23                                                                                  | Майами       | 30               | 0                | 11,7             | 49,6             | 29,7             | 72,7             | 3,6              | 0,5              | 0,2              | 0,5              | 5,7              | Не участвовал  | Не участвовал  | Не участвовал  | Не участвовал  | Не участвовал  | Не участвовал  | Не участвовал  | Не участвовал  | Не участвовал  | Не участвовал  | Не участвовал  |
| 2022/23                                                                                  | Филадельфия  | 8                | 1                | 9,6              | 59,1             | 50,0             | 20,0             | 3,1              | 1,3              | 0,3              | 0,6              | 3,5              | 1              | 0              | 5,0            | 0,0            | 0,0            | -              | 1,0            | 0,0            | 0,0            | 0,0            | 0,0            |
|                                                                                          | Всего        | 515              | 210              | 17,3             | 52,6             | 33,6             | 73,1             | 5,8              | 0,7              | 0,5              | 0,8              | 6,3              | 31             | 3              | 9,6            | 51,7           | 14,3           | 63,3           | 3,5            | 0,4            | 0,1            | 0,3            | 4,0            |
| Наведите курсор мыши на аббревиатуры в заголовке таблицы, чтобы прочесть их расшифровку. |              |                  |                  |                  |                  |                  |                  |                  |                  |                  |                  |                  |                |                |                |                |                |                |                |                |                |                |                |

### Статистика в Джи-Лиге
| Сезон                                                                                    | Команда             | Регулярный сезон | Регулярный сезон | Регулярный сезон | Регулярный сезон | Регулярный сезон | Регулярный сезон | Регулярный сезон | Регулярный сезон | Регулярный сезон | Регулярный сезон | Регулярный сезон | Серия плей-офф | Серия плей-офф | Серия плей-офф | Серия плей-офф | Серия плей-офф | Серия плей-офф | Серия плей-офф | Серия плей-офф | Серия плей-офф | Серия плей-офф | Серия плей-офф |
| Сезон                                                                                    | Команда             | GP               | GS               | MPG              | FG%              | 3P%              | FT%              | RPG              | APG              | SPG              | BPG              | PPG              | GP             | GS             | MPG            | FG%            | 3P%            | FT%            | RPG            | APG            | SPG            | BPG            | PPG            |
| ---------------------------------------------------------------------------------------- | ------------------- | ---------------- | ---------------- | ---------------- | ---------------- | ---------------- | ---------------- | ---------------- | ---------------- | ---------------- | ---------------- | ---------------- | -------------- | -------------- | -------------- | -------------- | -------------- | -------------- | -------------- | -------------- | -------------- | -------------- | -------------- |
| 2013/14                                                                                  | Санта-Круз Уорриорз | 15               | 15               | 33,7             | 54,0             | 0,0              | 68,6             | 13,6             | 1,3              | 1,5              | 2,3              | 15,2             | Не участвовал  | Не участвовал  | Не участвовал  | Не участвовал  | Не участвовал  | Не участвовал  | Не участвовал  | Не участвовал  | Не участвовал  | Не участвовал  | Не участвовал  |
| 2015/16                                                                                  | Эри Бэйхокс         | 1                | 1                | 34,3             | 53,8             | -                | 100,0            | 22,0             | 0,0              | 0,0              | 3,0              | 17,0             | Не участвовал  | Не участвовал  | Не участвовал  | Не участвовал  | Не участвовал  | Не участвовал  | Не участвовал  | Не участвовал  | Не участвовал  | Не участвовал  | Не участвовал  |
| 2023/24                                                                                  | Онтэрио Клипперс    | 25               | 1                | 15,0             | 45,4             | 34,6             | 81,3             | 5,7              | 1,5              | 0,4              | 0,8              | 6,4              | Не участвовал  | Не участвовал  | Не участвовал  | Не участвовал  | Не участвовал  | Не участвовал  | Не участвовал  | Не участвовал  | Не участвовал  | Не участвовал  | Не участвовал  |
|                                                                                          | Всего               | 41               | 17               | 22,3             | 50,6             | 34,0             | 74,1             | 9,0              | 1,4              | 0,8              | 1,4              | 9,9              | Не участвовал  | Не участвовал  | Не участвовал  | Не участвовал  | Не участвовал  | Не участвовал  | Не участвовал  | Не участвовал  | Не участвовал  | Не участвовал  | Не участвовал  |
| Наведите курсор мыши на аббревиатуры в заголовке таблицы, чтобы прочесть их расшифровку. |                     |                  |                  |                  |                  |                  |                  |                  |                  |                  |                  |                  |                |                |                |                |                |                |                |                |                |                |                |

### Статистика в NCAA
| Сезон | Команда | Conf   | Class | GP | GS | MPG  | FG%  | 3P% | FT%  | RPG | APG | SPG | BPG | PPG |
| --- | ------- | ------ | ----- | -- | -- | ---- | ---- | --- | ---- | --- | --- | --- | --- | --- |
| 2011/12 | УСК     | Pac-12 | SO    | 20 | 20 | 23,3 | 55,1 | 0,0 | 53,7 | 5,5 | 0,3 | 0,7 | 1,0 | 7,6 |
| 2012/13 | УСК     | Pac-12 | JR    | 31 | 29 | 22,3 | 50,0 | 0,0 | 68,1 | 7,0 | 0,6 | 1,1 | 2,1 | 6,7 |
| Всего | Всего   | Всего  | Всего | 51 | 49 | 22,7 | 52,0 | 0,0 | 61,4 | 6,4 | 0,5 | 0,9 | 1,7 | 7,1 |
| Наведите курсор мыши на аббревиатуры в заголовке таблицы, чтобы прочесть их расшифровку Статистика приведена с сайта sports-reference.com |         |        |       |    |    |      |      |     |      |     |     |     |     |     |